# Tommaso Landolfi
Tommaso Landolfi (n. 9 august 1908, Pico, Lazio, Regatul Italiei – d. 8 iulie 1979, Roma, Italia) a fost un scriitor italian.
A câștigat Premiul Strega în 1975 pentru A caso.